# Springfield Model 1875
Die Springfield Model 1875, auch Springfield Rifle U.S. Military Officer’s Model 1875 war eine speziell zum Verkauf an Offiziere hergestellte Variante des Springfield 1873 „Trapdoor“-Gewehres, das ab 1873 bis zu seiner Ablösung durch das Krag Model 1892-Repetiergewehr Ordonnanz der United States Army war.

## Entwicklungsgeschichte
Wie das Ordonnanzmodell wurde es in der Springfield Armory in Springfield, Massachusetts hergestellt und basierte auf dem von Erskine S. Allin, einem vom Büchsenmachermeister der Armory entwickelten Hinterladersystem, das erstmals bei der Allin Conversion Model 1865 Rifle und Springfield Model 1866 angewandt wurde.

## U.S. Military Officer’s Model 1875
Das speziell für den Verkauf an Offiziere hergestellte Officer’s Model war eine Waffe hoher Qualität. Es hatte einen 26-Zoll-Lauf, oft einen angesetzten Pistolengriff und eine verbesserte Visierung mit Diopter. Mit einer Gesamtlänge von 1150 mm wog es 3,5 kg. Etwa 20 Vorgänger dieser Waffen wurden bereits um 1870 noch im Kaliber .50-70 Government hergestellt.
Über das Springfield Model 1875 Officer’s Rifle gibt es keine genaueren historischen Unterlagen. Nachgewiesen ist, dass von Al Sieber, einem Scout unter General Crook in den Apachen-Kriegen eine Officer’s Rifle eingesetzt wurde.
Vom Officers Model wurden zwischen 1875 und 1885 insgesamt 477 Exemplare in drei Varianten hergestellt, alle im Kaliber .45-70 Government. 

- Von der ersten Variante wurden 1875 bis 1877 schätzungsweise 125 Exemplare gebaut, sie hatten noch den Verschlussblock Modell 1873 mit einer akzentuierten Ausfräsung an der Unterseite (high arch breech block) sowie andere Teile aus der Serienfertigung.
- Das zweite Modell, geschätzte Produktion 252 Stück, hatte bereits den flachen Verschlussblock und Teile der Serienmodelle 1877 und 1879. Erkenntlich ist es am abnehmbaren Pistolengriffansatz.
- Die 1885 gefertigten 100 Waffen der dritten Variante entsprechen bis auf Details dem Vorgänger und tragen eine Inspektormarke SWP/1885 auf dem Kolben.

Bei diesen in  Einzelanfertigung hergestellten Gewehren wurde auf die individuellen Wünsche des Erwerbers eingegangen, somit entspricht keines dieser Gewehre dem andern. Die meisten dieser Gewehre haben einen Stecherabzug, markant ist auch das herunterklappbare „Peep Sight“ (Lochkimme) das sich in Höhe und Breite verstellen lässt. Einstellbar ist es zwischen 50 und ca. 700 yards (45 und 640 m).

## Bemerkung

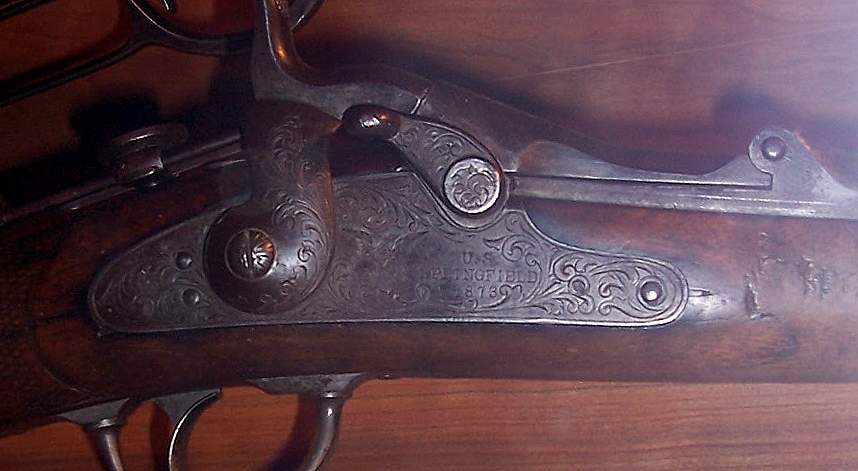
Detail 1873

Ein Exemplar dieses Gewehres benutzte der Chief Scout Al Sieber. Sein Gewehr ist im Arizona-Historical-Society-Museum als „1875er“ Modell neben weiteren Gewehren in einem Schaukasten ausgestellt.
Auf diesem Gewehr ist das Herstellungsjahr 1873 zu erkennen. 1873 wurden diese Modelle jedoch noch ohne das Klappvisier hergestellt. Dies lässt den Schluss zu, dass Al Siebers Springfield Rifle das 1873er Modell ist und nach 1875 mit dem Klappvisier nachgerüstet wurde.